# Imbituba
Imbituba è un comune del Brasile nello Stato di Santa Catarina, parte della mesoregione del Sul Catarinense e della microregione di Tubarão.

## Sport
La squadra di calcio maschile della città è l'Imbituba Futebol Clube.